# 禁衛隊 (満洲国)

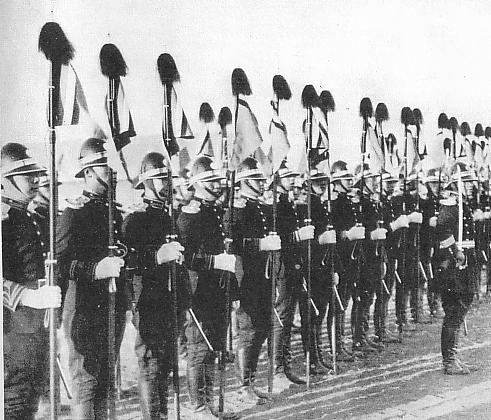
禁衛隊

禁衛隊（きんえいたい）とは、満洲国において、皇帝の身辺警護にあたる近衛兵組織。

## 概要
満洲国建国直後、執政の愛新覚羅溥儀は、モンゴル人によって構成される約300人の「護軍」を組織し、自らの親衛隊とした。また、満洲国軍からも兵士を派遣させ「翊衛軍」と名づけ、自らの護衛に当たらせた。
1934年（康徳元年）に、護軍は宮内府に編入し皇宮警察化した。そして、翊衛軍は「禁衛歩兵団」に改組された。禁衛歩兵団の人員は415人であった。
1936年（康徳3年）には、威儀を正すのに最適な騎兵や礼砲の実施要員としての砲兵も加え、「禁衛隊」とした。1941年（康徳8年）には、司令部が設置された。溥儀の弟の愛新覚羅溥傑は、禁衛隊歩兵第3連連長（中隊長）であった。
日本の近衛師団が戦時には戦闘に参加するように、満洲国の禁衛隊も匪賊討伐や反乱軍の鎮圧を行ったりした。